# 飯山滿站
飯山滿站（日语：／ Hasama eki */?）是一個位於千葉縣船橋市飯山滿町二丁目，屬於東葉高速鐵道東葉高速線的鐵路車站。車站編號是TR03。

## 年表
- 1996年（平成8年）4月27日 - 開業[1]。

## 車站結構
對向式月台2面2線的高架車站。

### 月台配置

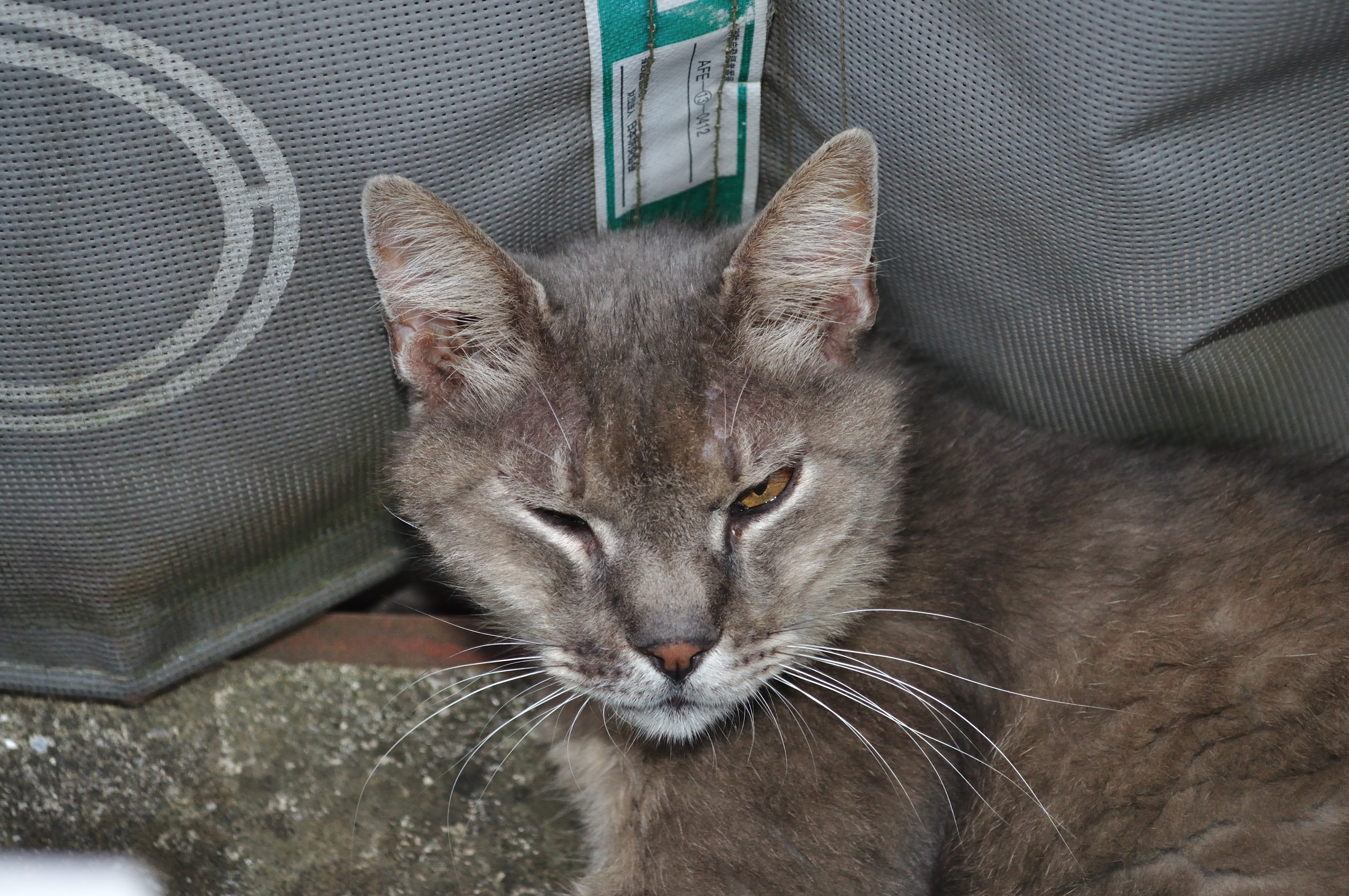
飯山滿站一隻受工作人員和旅客歡迎的貓咪。

| 月台 | 路線       | 方向 | 目的地           |
| ---- | ---------- | ---- | ---------------- |
| 1    | 東葉高速線 | 下行 | 東葉勝田台方向   |
| 2    | 東葉高速線 | 上行 | 西船橋、中野方向 |

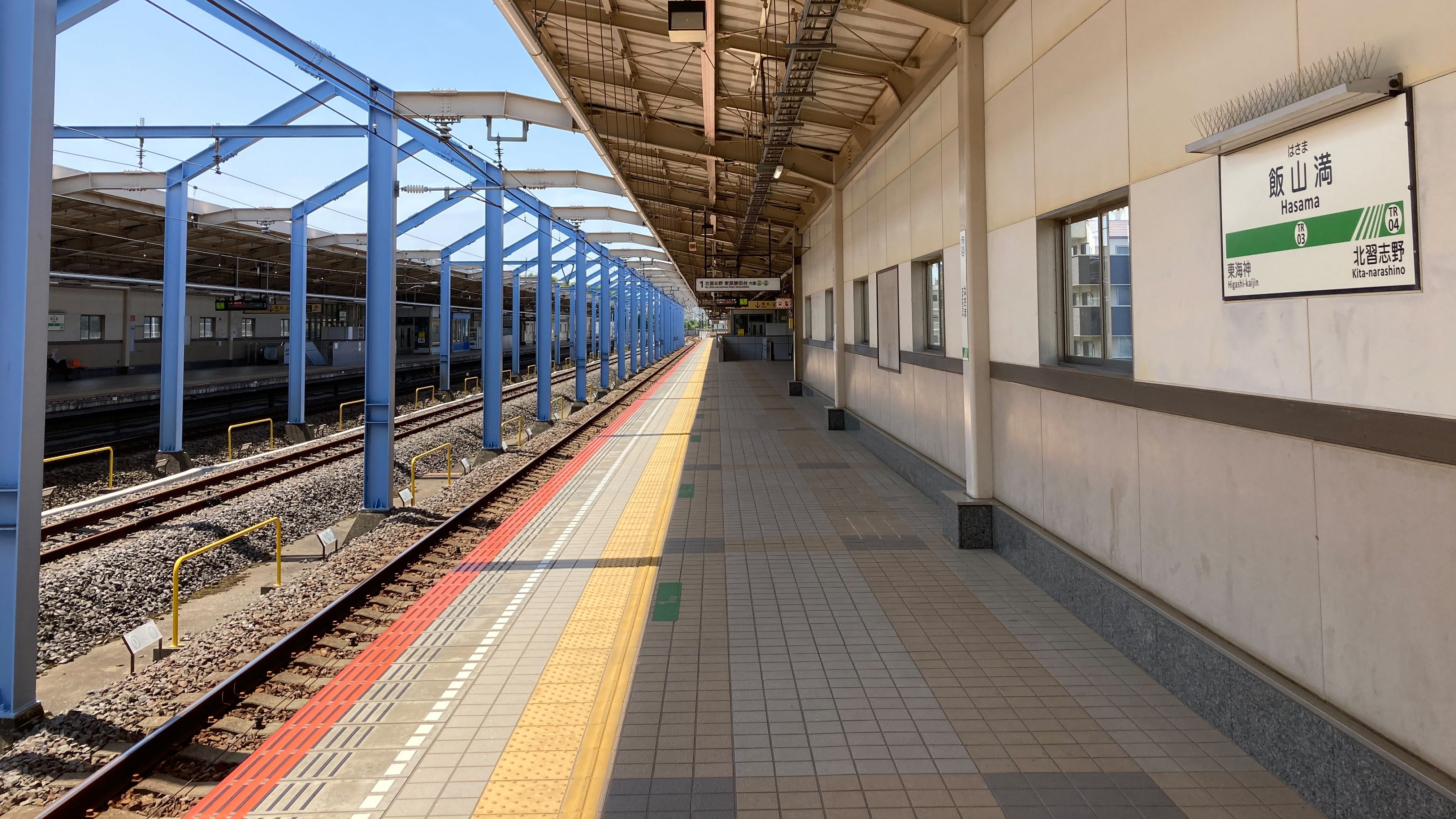
月台（2021年4月27日）

## 使用情況
2015年度的一日平均上車人次為9,040人。

## 相鄰車站
東葉高速鐵道
 東葉高速線（東葉高速線內所有列車各站停車）
東海神（TR02）－飯山滿（TR03）－北習志野（TR04）

## 外部連結
- 飯山滿站 （页面存档备份，存于） - 東葉高速鐵道